# Месихи од Приштине
Месихи (Месија) од Приштине, познат на османском турском и као Приштинали Месихи, био је један од најпознатијих песника Османског царства у 15. и раном 16. веку, током ере султана Бајазита II и познат је као један од најранијих албанских песника.

## Биографија
Рођен је у Приштини, тада делу Османског царства, вероватно око 1470. године. Био је албанског порекла и звао се Иса. Као млад се преселио у Истанбул и живео у њему до смрти, негде око 1512. године.
Месихи је постао познат као калиграф. Уз помоћ великог везира Хадим Али паше је ушао у диван. Међутим, Месихи је описан као недисциплинован, хедонистички настројен. Велики везир, који је такође био албанског порекла, звао га је "уличним Арапином" и "дечком уличаром". Свакако, Месихи је успео да задржи своју позицију до смрти Хадим Али-паше 1511. године. Затим је покушао да придобије заштиту осталих високих званичника Османског царства, али у томе није успео. 
Месихи је постао познат као изузетно талентован и оригиналан песник. Његов песнички језик је једноставан. Постоји неколико критичких дела за његов рад. 
Његово дело Murabba' -i bahâr је преведено и објављено од стране оријенталисте сера Вилијама Џоунса, која је постала међу најпознатијим турским песмама у Европи. Shehr-engiz је такође постала позната. Обично се сматра "трећим најбољим османским песником пре Бакија".